# Ninja!
Ninja! is een stripverhaal uit de reeks van De Rode Ridder. Het is geschreven en getekend door Karel Biddeloo. De eerste albumuitgave was in 1985.

## Het verhaal
Johan zet weer voet op de Japanse bodem op verzoek van Merlijn, die verborgen met hem meereisde. Het blijkt dat Demoniah, Bahaals handlangster, in Japan ninja's laat opleiden door ninja-meester Kinugasa. Naast wraak op Johan wil Demoniah de geheimen van Merlijn ontfutselen. De fee Galaxa, die kort opduikt, zegt Johan de hulp van een bondgenoot toe. Het blijkt de samoerai Yorimoto te zijn, die Johan jaren geleden heeft ontmoet. Onder zijn leiding vinden ze een veilige onderdak bij het kasteel van daimyo Tatsuya Nakadai. Daar krijgt Johan een verbeterd zwaard van een bekwaam wapensmid, wat zijn slagkracht enorm vergroot. 
De ninja's hebben hun opgespoord en vallen het kasteel aan. Merlijn laat zich gevangennemen om Johan en Yorimoto sneller de kans te geven de schuilplaats van Demoniah op te sporen. Ondanks zware martelingen laat Merlijn niets los. De schuilplaats van Demoniah en Kinugasa wordt gevonden en aangevallen door Johan, Yorimoto en de samoerais van Nakadai. In een hevige strijd delven de ninja's het onderspit. In een treffen met Demoniah kan Johan het niet opbrengen om Demoniah de fatale onthoofding toe te brengen. Yorimoto weet ondertussen Kinugasa te bereiken. Het blijkt zijn vader te zijn. Yorimoto werd in zijn jeugd door hem opgeleid tot een volwaardig ninja, maar koos als volwassene voor het pad van de samoerai en viel daardoor in ongenade bij zijn vader. Yorimoto laat zijn vader op zijn verzoek de dodensprong wagen. Kinugasa weet dit te overleven.
De strijd is gestreden, maar Demoniah zint op wraak en weet daimyo Tatsuya Nakadai te doden. Op haar vlucht wordt ze tegengehouden door de fee Galaxa. Demoniah daagt haar uit voor een duel in de Schemerzone. Galaxa neemt de uitdaging aan. Johan, Merlijn en Yorimoto zullen haar op het volgend avontuur vergezellen. 